# Nebraska
Il Nebraska (in inglese , [/nəˈbɹæskə]) è uno Stato federato degli Stati Uniti d'America che appartiene sia alle Grandi Pianure sia agli Stati medio-occidentali (sigla = NE). Confina con sei Stati, procedendo da nord in senso orario: Dakota del Sud, Iowa, Missouri, Kansas, Colorado e Wyoming. La capitale è Lincoln (283 839 abitanti), mentre la maggiore città è Omaha, che si trova sul fiume Missouri. È stato caratterizzato da praterie brulle e aride, specialmente nella parte occidentale, ideali per l'allevamento del bestiame, fino a che non si è praticata una massiccia e scientifica trasformazione agricola che fa sì che il Nebraska sia considerato uno dei primi Stati agricoli degli Stati Uniti; è anche un grande produttore di carne, grano e soia. C'è una escursione termica notevole tra estate e inverno, e sono molto comuni le tempeste e i tornado. Unitamente al Maine, è uno dei due Stati federati statunitensi ove non vige nelle elezioni presidenziali la regola del winner takes all (il vincitore prende tutto).

## Geografia fisica

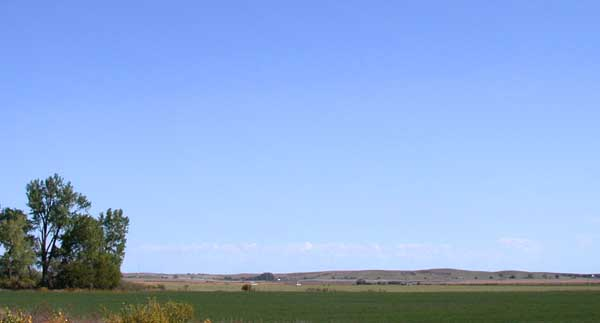
Le Grandi Pianure a ovest di Kearney

Il Nebraska è suddiviso in 93 contee e occupa la porzione centrale del cosiddetto Frontier Strip (striscia di frontiera), vale a dire quella linea di confine ininterrotta che divide in due gli Stati Uniti da nord a sud, partendo dal Dakota del Nord e finendo in Texas (uno slogan turistico di qualche anno fa recitava proprio "Nebraska: where the West begins", "Nebraska: dove ha inizio il West"). Confina a nord con il Dakota del Sud, a est con l'Iowa, a sud-est con il Missouri dal quale è diviso dal corso del fiume Missouri; quindi confina con il Kansas a sud; il Colorado a sud-ovest e il Wyoming a ovest.
Il Nebraska è formato principalmente da due grandi regioni fisiche: le Dissected Till Plains (Piani finemente incisi) e le Grandi Pianure. La parte più orientale dello Stato ha subito un'erosione profonda per effetto del movimento dei ghiacciai nell'era glaciale; con il ritiro dei ghiacciai si è venuta a creare questa ampia regione (si estende anche su parte di Minnesota, Missouri e Dakota del Sud) caratterizzata da colline dolcemente ondulate e suolo estremamente fertile, denominata appunto Dissected Till Plains. Questa è anche la regione nella quale sorgono le città principali dello Stato: Omaha e Lincoln.
La parte occidentale dello Stato è occupata prevalentemente dalle Grandi Pianure. Le stesse Grandi Pianure possono essere suddivise in regioni più specifiche come quella delle Sandhills (letteralmente "colline di sabbia"), la regione del Pine Ridge (cresta dei pini), il bacino di Rainwater (acqua piovana), le High Plains (Alte Pianure) e le Wildcat Hills (colline del gatto selvatico). La vetta più alta del Nebraska è il Panorama Point (1 653 m), che non è propriamente una cima montuosa ma un modesto rilievo, proprio al confine con Colorado e Wyoming

### Clima
Anche rispetto al clima si possono distinguere due aree principali: i due terzi orientali dello Stato hanno un clima continentale, e il restante terzo occidentale ha un clima steppico. L'intero Stato subisce enormi variazioni stagionali sia di temperatura sia di precipitazioni. Per quanto riguarda le temperature, queste sono mediamente costanti in tutto il Nebraska, mentre la media delle precipitazioni annuali passa dagli 800 mm dell'angolo sud-orientale dello Stato ai 350 mm dell'estremo opposto. Le precipitazioni nevose sono abbondanti un po' in tutto lo Stato e variano su base annua da 650 a 900 mm.
Il Nebraska ricade nella cosiddetta Tornado Alley, quella fascia di territorio statunitense particolarmente soggetta a questi eventi meteorologici estremamente pericolosi. Temporali sono frequenti in primavera e in estate. Il chinook, un vento proveniente dalle Montagne Rocciose, assicura un effetto moderatore sulle temperature del Nebraska occidentale durante i mesi invernali.

## Origini del nome
Deve il suo nome a una parola in lingua chiwere che significa "acqua calma" e si riferisce al corso del fiume Platte, che attraversa tutto lo Stato prima di confluire nel Missouri. Divenuto Stato nel 1867, è attraversato da molti percorsi storici, ma fu la corsa all'oro californiana che portò un grande numero di nuovi abitanti non indigeni nell'area.

## Storia
I popoli indigeni vissero nella regione dell'attuale Nebraska per migliaia di anni, prima della colonizzazione europea. Le tribù storiche del territorio includevano Omaha, Missouria, Ponca, Pawnee, Otoe e vari rami dei Lakota (Sioux), alcuni dei quali migrarono dalle aree orientali in questa regione. Quando iniziarono l'esplorazione, il commercio e l'insediamento europei, sia la Spagna sia la Francia cercarono di controllare la regione. Nel 1690 la Spagna stabilì collegamenti commerciali con gli Apache, il cui territorio comprendeva allora il solo Nebraska occidentale. Nel 1703 la Francia aveva già sviluppato un regolare commercio con i popoli nativi lungo il fiume Missouri nel Nebraska e nel 1719 aveva firmato trattati con molti di questi popoli. Dopo lo scoppio della guerra tra i due paesi, nel 1720 la Spagna inviò una spedizione armata in Nebraska, sotto il comando del tenente generale Pedro de Villasur. Il gruppo fu attaccato e distrutto vicino all'attuale Columbus da una grande forza di Pawnee e Otoe, entrambi alleati con i francesi. Il massacro pose fine all'esplorazione spagnola dell'area per il resto del XVIII secolo.
Nel 1762, durante la guerra dei sette anni, la Francia cedette il territorio della Louisiana alla Spagna. Ciò lasciava Inghilterra e Spagna in competizione per il dominio lungo il Mississippi; nel 1773, gli inglesi commerciavano con i popoli nativi del Nebraska. In risposta la Spagna inviò due spedizioni commerciali nel Missouri nel 1794 e nel 1795; la seconda, sotto James Mackay, stabilì il primo insediamento europeo nel Nebraska, vicino alla foce del fiume Platte. Nello stesso anno il gruppo di Mackay costruì una stazione commerciale, denominata Fort Carlos IV (Fort Charles), vicino all'attuale Homer.
Nel 1819 gli Stati Uniti stabilirono Fort Atkinson come prima postazione dell'esercito americano a ovest del fiume Missouri, appena a est dell'attuale Fort Calhoun. L'esercito abbandonò il forte nel 1827, quando la migrazione si spostò più a ovest. L'insediamento europeo-americano fu scarso fino al 1848 e alla corsa all'oro in California. Il 30 maggio 1854 il Congresso degli Stati Uniti creò i territori del Kansas e del Nebraska, divisi dal 40º parallelo nord, ai sensi del Kansas-Nebraska Act. Il territorio del Nebraska comprendeva parti degli attuali Stati del Colorado, del North Dakota, del South Dakota, del Wyoming e del Montana. La capitale territoriale del Nebraska era Omaha.
Negli anni '60 dell'Ottocento, dopo che il governo degli Stati Uniti costrinse molte tribù di nativi americani a cedere le loro terre e stabilirsi nelle riserve, aprì ampi tratti di terra allo sviluppo agricolo da parte di europei e americani. Ai sensi dell'Homestead Act, migliaia di coloni emigrarono nel Nebraska per rivendicare la terra gratuita concessa dal governo federale. Poiché nelle praterie crescevano così pochi alberi, molti dei primi coloni agricoli costruirono le loro case di zolle, così come i nativi americani come gli Omaha. La prima ondata di insediamenti diede al territorio una popolazione sufficiente per richiedere la statualità. Il Nebraska divenne il 37º Stato il 1º marzo 1867 e la capitale fu spostata da Omaha a Lincoln, in seguito ribattezzata Lincoln in onore del presidente degli Stati Uniti, recentemente assassinato, Abraham Lincoln. La battaglia di Massacre Canyon, il 5 agosto 1873, fu l'ultima grande battaglia tra i Pawnee e i Sioux.
Tra il 1870 e il 1880 il Nebraska conobbe una grande crescita della popolazione. Diversi fattori contribuirono ad attrarre nuovi residenti. Il primo era che la vasta prateria era perfetta per il pascolo del bestiame, consentendo ai coloni di conoscere la geografia inesplorata dell'area. Il secondo fattore fu l'invenzione di diverse tecnologie agricole. Nuove innovazioni agricole, come il filo spinato, i mulini a vento e l'aratro d'acciaio, combinate con il bel tempo, permisero ai coloni di trasformare il Nebraska in un terreno agricolo privilegiato. Entro il 1880, la popolazione del Nebraska era aumentata vertiginosamente a più di 450 000 persone. La festa dell'Arbor Day è stata fondata nella città del Nebraska dal governatore territoriale J. Sterling Morton. La National Arbor Day Foundation ha ancora sede a Nebraska City, con alcuni uffici a Lincoln.
Alla fine del XIX secolo molti afroamericani emigrarono dagli Stati del Sud al Nebraska, come parte della grande migrazione, principalmente a Omaha, che offriva lavori della classe operaia nel confezionamento della carne, nelle ferrovie e in altre industrie. Omaha ha una lunga storia di attivismo per i diritti civili. I neri hanno subito discriminazioni da parte di altri americani a Omaha e soprattutto da parte dei recenti immigrati europei, bianchi di etnia bianca che si contendevano gli stessi lavori. Nel 1912, gli afroamericani fondarono la sezione Omaha della National Association for the Advancement of Colored People per lavorare per migliorare le condizioni nella città e nello Stato.

## Società

### Città

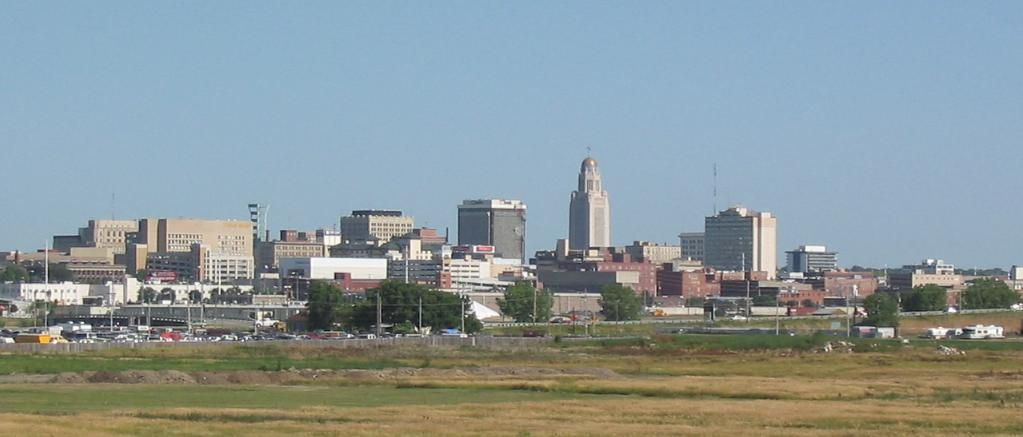
Skyline di Lincoln

La città più popolosa è Omaha, nella cui area metropolitana è concentrata poco meno della metà degli abitanti dell'intero Stato. La capitale Lincoln, con un'area metropolitana di poco inferiore ai 300 000 abitanti, è l'unica altra città al di sopra dei 50 000 abitanti.
Da una stima del 01-07-2017 queste sono le prime dieci città per numero di abitanti:
1. Omaha, 466 893
2. Lincoln, 258 379
3. Bellevue, 48 391
4. Grand Island, 44 802
5. Kearney, 30 129
6. Fremont, 25 353
7. Hastings, 25 343
8. North Platte, 24 079
9. Norfolk, 23 146
10. Papillion, 22 222

### Religioni
- Cristiani: 90%
  - Protestanti: 61%
    - Luterani: 16%
    - Battisti: 11%
    - Metodisti: 9%
    - Presbiteriani: 4%
    - Altri Protestanti: 21%

  - Cattolici: 28%
  - Altri Cristiani: 1%
- Altro: 1%
- Atei: 9%

## Economia
L'economia del Nebraska è principalmente orientata verso l'agricoltura, con una forte produzione di mais, soia e carne bovina. Il settore agricolo rappresenta una parte significativa del PIL e delle esportazioni dello Stato. Inoltre, l'industria alimentare è ben sviluppata, supportata dalla presenza di impianti di trasformazione. Negli ultimi decenni, il Nebraska ha diversificato la propria economia, sviluppando anche settori come l'energia rinnovabile, il settore tecnologico e il turismo. La capitale Lincoln e Omaha sono centri economici chiave, con un'elevata concentrazione di aziende nei settori finanziario, assicurativo e delle telecomunicazioni.